# Oslo Freedom Forum
Het Oslo Freedom Forum (Oslo Vrijheidsforum of OFF) is een jaarlijkse bijeenkomst in de Noorse hoofdstad Oslo die handelt over mensenrechten. Het werd voor het eerst in 2009 georganiseerd door filmmaker Thor Halvorssen in samenwerking met de Human Rights Foundation en is sindsdien een jaarlijks evenement waar mensenrechtenactivisten, dissidenten, journalisten en beleidsmakers elkaar ontmoeten.